# 圣若泽-迪乌巴
圣若泽-迪乌巴是巴西里约热内卢州的一个市镇。总面积250.596平方公里，总人口6738人，人口密度26.9人/平方公里。